# Sluipverbruik
Sluipverbruik of lekkende elektriciteit is het gebruik van elektriciteit zonder dat men daar voordeel van heeft.
Tegenwoordig zijn er veel apparaten die bij het uitzetten niet echt 100% worden uitgeschakeld. Men spreekt dan wel van stand-by, maar sommige fabrikanten noemen deze stand uitgeschakeld. Sommige apparaten staan op stand-by om ze op afstand te kunnen inschakelen.
Bij sommige apparaten is het zichtbaar dat ze in stand-by staan: er brandt een lampje. Een dergelijk apparaat heeft soms een netschakelaar waarmee het volledig kan worden uitgeschakeld. Soms bevindt deze schakelaar zich op de achterkant. Er zijn echter ook apparaten zonder indicatie en zonder netschakelaar.
Veel apparaten worden gevoed uit het stopcontact met 230V maar werken intern op een lage spanning. In deze apparaten zit een nettransformator. Vaak bevindt de schakelaar zich aan de secundaire zijde van de transformator omdat de schakelaar dan veel lichter uit te voeren en dus goedkoper is.
Deze apparaten blijven altijd een beetje stroom verbruiken omdat de trafo altijd met het net verbonden is.
Veel apparaten hebben een los voedingsapparaat (vaak adapter genoemd). Dit voedingsapparaat heeft zelden een netschakelaar, het kan alleen worden uitgeschakeld door het uit het stopcontact te trekken. Een dergelijk voedingsapparaat blijft vaak permanent aangesloten, ook als het niet in gebruik is.
Er zijn ook apparaten, zoals modems, routers en decoders, die voortdurend blijven aanstaan, ook als men ze niet gebruikt.

## Voorbeelden
- Lader van de mobiele telefoon: deze wordt opgeladen door hem op het voedingsapparaat aan te sluiten, terwijl het voedingsapparaat permanent aangesloten blijft en sluipverbruik veroorzaakt.
- Printer, deze wordt vaak tegelijk met de computer aangezet en blijft de hele dag aanstaan, ook als er niet geprint wordt. Hetzelfde geldt voor veel andere randapparaten bij een computer.
- magnetron, deze heeft dikwijls een numeriek scherm, dat constant gevoed wordt.
- Videorecorder, deze kan geprogrammeerd worden om op bepaalde ogenblikken op te nemen, maar moet daarvoor constant aan staan.

## Sluipverbruik van opladers
Opladers van mobiele telefoons en tablets blijven stroom verbruiken wanneer ze in het stopcontact blijven zitten, ook als er geen apparaat wordt opgeladen. Dit sluipverbruik kan op jaarbasis oplopen, vooral wanneer meerdere opladers continu zijn aangesloten. 
De Europese Unie heeft sinds 2020 regelgeving ingevoerd die fabrikanten verplicht het sluipverbruik van hun producten te beperken tot maximaal 0,21 watt wanneer ze geen apparaat laden. Een moderne oplader verbruikt in een jaar tijd ongeveer 1,84 kilowattuur als hij continu in het stopcontact blijft zitten.

## Consequenties
De energie die in stand-bystand verbruikt wordt door individuele huishoudelijke elektronische toestellen is normaal gezien klein, maar de totale som gebruikte energie veroorzaakt door toestellen in stand-by maakt een groot deel uit van huiselijk divers elektriciteitsgebruik.
Divers elektriciteitsgebruik is de som van alle elektronische toestellen die niet instaan voor het verwarmen of koelen van een ruimte, waterverhitting, of verlichting. Dit wordt veroorzaakt door verscheidene elektronische toestellen, met inbegrip van home entertainment centers, keukenelektronica zoals microgolfovens en broodroosters, toiletgereedschap zoals een haardroger, en andere zoals veiligheidssystemen en ventilatoren. Divers elektriciteitsgebruik wordt steeds belangrijker naargelang de elektronica ingewikkelder en wijdverspreider wordt. Het divers stroomgebruik zal als gevolg hiervan stijgen.
Stand-by-energieverbruik is typisch 10 tot 15 watt per toestel, afhankelijk van de energiezuinigheid. Een studie uit 2005 schat het aantal stand-by toestellen in de Europese Unie op 3,7 miljard. Hoewel de energie voor schermen, indicators (lichtjes) en functies voor afstandsbedieningen relatief klein is, is het toestel toch steeds ingeplugd, en het aantal van deze toestellen in het gemiddelde huishouden geeft dat het energiegebruik 22 procent van alle gebruik kan uitmaken.
Alan Meier, een wetenschapper aan het Lawrence Berkeley National Laboratory (LBNL) in Berkeley, merkte op dat vele huishoudelijke toestellen nooit volledig uitgeschakeld werden, maar het merendeel van hun tijd in een stand-by-modus stonden. Zijn studie uit 1998 schatte dat de stand-by-elektriciteitsgebruik bij benadering 5% van het totale huishoudelijke elektriciteitsgebruik in Amerika bedraagt. Overeenkomstig met het United States Department of Energy, was het nationale huishoudelijke elektriciteitsgebruik in 2004 1,29 miljard megawattuur (MWh). De verspilde energie in de Amerika is gelijk met de productie van 18 typische elektriciteitsstations. Zijn studie uit 2000 toonde aan dat de stand-by-energie toen telde voor 10% van het huishoudelijke energiegebruik.
Het Energy Review van de Britse regering uit 2006 toonde dat stand-by-modes van elektronische toestellen telde voor 8% van al het Britse huishoudelijke stroomgebruik. Een gelijkaardige studie In Frankrijk uit 2000 toonde dat stand-by-energie telde voor 7% van het totale huishoudelijke residentiële gebruik. Verdere studies hebben sindsdien in andere ontwikkelde landen gelijkaardige resultaten opgeleverd, zoals in Nederland, Australië en Japan. Sommige schattingen zetten de hoeveelheid gebruik van energie voor stand-by-energie op 13%.
Van het VS-departement van energie:

"Vele toestellen gebruiken voortdurend een kleine hoeveelheid energie wanneer deze uitgeschakeld zijn. Deze "spook"-gebruikers verschijnen in de meeste toestellen die elektriciteit gebruiken, zoals videospelers, televisies, stereo-installaties, computers, en keukenapparatuur. Dit kan vermeden worden door van deze toestellen de stekker uit te trekken of een verdeelstekker te gebruiken met een aan/uit schakelaar en de schakelaar te gebruiken om alle elektriciteit uit te schakelen."